# Keskustalo
La maison centrale (finnois : Keskustalo) est un centre commercial du quartier de Saaristenmäki à  Hämeenlinna en Finlande,.

## Présentation
Keskustalo est un centre commercial situé dans le centre d'Hämeenlinna. 
Conçu par l'architecte Mika Erno et achevé en 1964, Keskustalo est situé dans le quartier Saaristenmäki, dans l'îlot urbain entre la place du marché et la gare routière, à côté de la mairie et de la caserne de pompiers.
Keskustalo est formé de bâtiments résidentiels de 7 et 6 étages situés dans les rues Raatihuoneenkatu et Palokunnankatu avec une cour intérieure.